# Кропив'янка мала
Кропи́в'янка мала (Curruca curruca minula) — підвид прудкої кропив'янки, горобцеподібного птаха з родини кропив'янкових (Sylviidae). Мешкає в Центральній Азії. Раніше вважався окремим видом.

## Таксономія

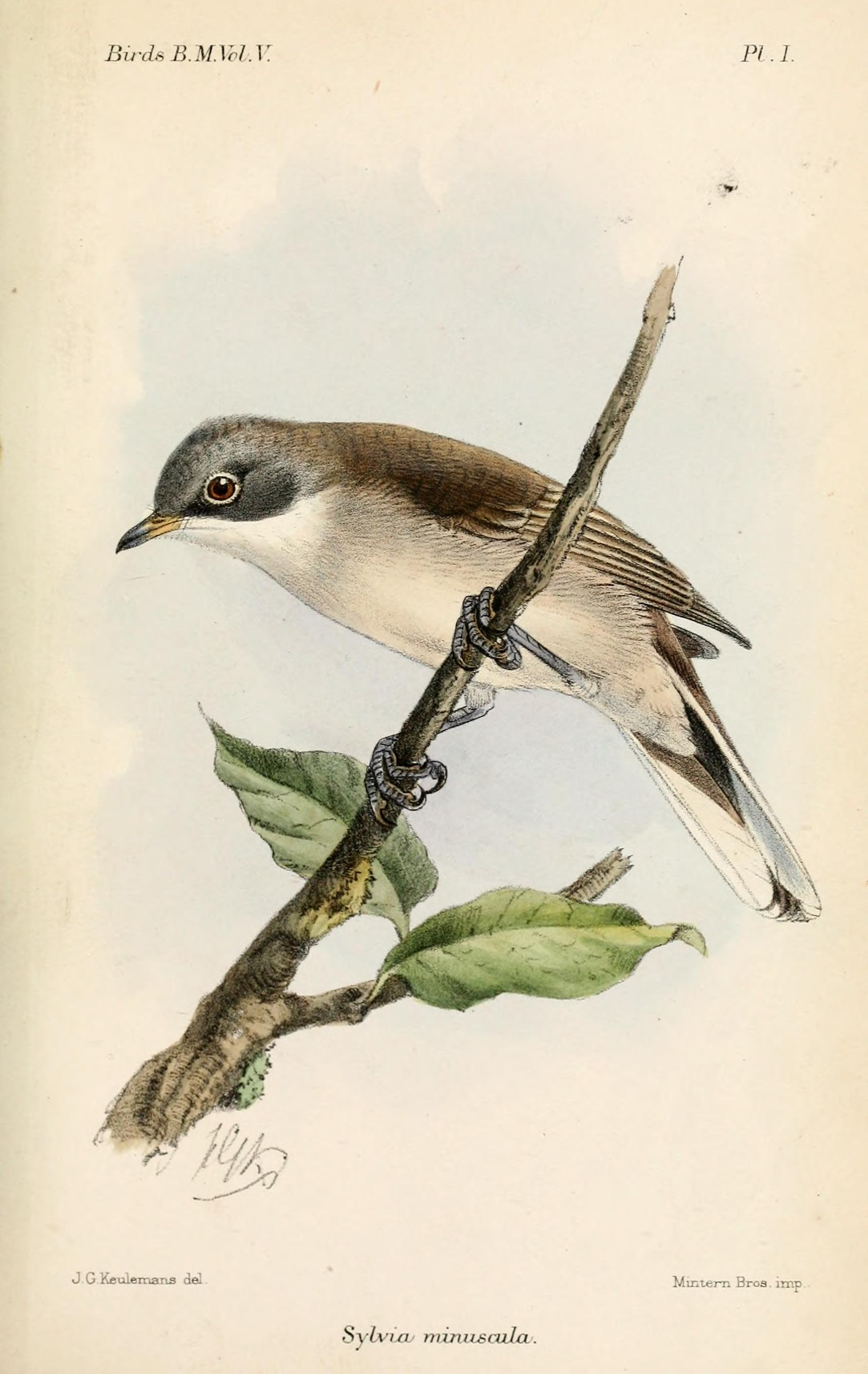
Мала кропив'янка (Національний парк Пустеля (національний парк), штат Раджастхан, Індія)

Мала кропив'янка входить до надвиду прудкої кропив'янки, а деякі дослідники вважають ці види конспецифічними. Разом із гірською кропив'янкою цей вид формує азійську гілку всередині надвиду, яка розділилася на вид, адаптований до посушливин низовин і до більш вологих гірських ландшафтів відповідно.

## Опис
Довжина птаха становить 12 см, вага 8-13 г. Голова сіра, решта верхньої частини тіла світло-сірувато-коричнева, горло біле, решта нижньої частини тіла сірувато-біла. Мала кропив'янка відрізняється від прудкої і гірськиї кропив'янки меншими розмірами, коротшим дзьобом, відсутністю темних плям на щоках і більш світлою верхньої частиною тіла, що відповідає правилу Глогера.

## Підвиди
Виділяють два підвиди:
- C. m. minula (Hume, 1873) — від південно-східного Казахстана і Туркменістана на схід до західного Китая (Сіньцзян ), можливо, також на сході Ірану і на заході Афганістану;
- C. m. margelanica (Stolzmann, 1898) — північ Китаю (від південного заходу пустелі Гобі на південь до Лобнора і Цайдама, на схід до Хуанхе в Нінся.

Деякі дослідники виділяють підвид C. m. margelanica як окремий вид кропив'янка кунь-лунська (Curruca margelanica).

## Поширення і екологія
Малі кропив'янки гніздяться від східного Ірана і Туркменістана на схід до Центрального Китаю. Взимку вони мігрують на Аравійський півострів, до південного Пакистану і північно-західної Індії, де в деяких регіонах зустрічаються разом з зимуючими прудкими кропив'янками, а в деяких — з гірськими кропив'янками. Бродячі птахи спостерігалися на Шрі-Ланці. Малі кропив'янки живуть на сухих, кам'янистих плато, в пустелях і напівпустелях, місцями порослих колючими чагарниковими заростями і саксаулом, а також в більш густих заростях в тугаях і в садах. Живляться безхребетними, яких шукають на землі. Також вони відвідують зарості Acacia nilotica, де ловлять комах, а іноді споживають нектар. Гніздяться в чагарниках або на невисоких деревах, на висоті до 1 м над землею. Яйця є дещо меншими, ніж у прудких кропив'янок.